# Handiaya
Handiaya è una suddivisione dell'India, classificata come nagar panchayat, di 9.725 abitanti, situata nel distretto di Sangrur, nello stato federato del Punjab. In base al numero di abitanti la città rientra nella classe V (da 5.000 a 9.999 persone).

## Geografia fisica
La città è situata a 30° 20' 29 N e 75° 30' 42 E.

## Società

### Evoluzione demografica
Al censimento del 2001 la popolazione di Handiaya assommava a 9.725 persone, delle quali 5.288 maschi e 4.437 femmine. I bambini di età inferiore o uguale ai sei anni assommavano a 1.547, dei quali 864 maschi e 683 femmine. Infine, coloro che erano in grado di saper almeno leggere e scrivere erano 4.830, dei quali 2.837 maschi e 1.993 femmine.